# Games for Windows
Games for Windows é uma marca descontinuada da Microsoft introduzida em 2006. Para os jogos participarem na plataforma, devem respeitar as normas de certificação propostas pela campanha, que são semelhantes às normas para jogos de consolas. A campanha tem como objetivo tornar os jogos para Windows tão agradáveis e acessíveis quanto os de videogames. Nos EUA e em alguns países europeus, a campanha tem uma revista, a Games for Windows: The Official Magazine, irmã da Xbox 360: The Official Magazine (esta última tem uma versão brasileira). A campanha faz parte da PC Gaming Alliance.
A campanha foi iniciada com convenções e fóruns já em 2005. Em 2013, a Microsoft anunciou que o Xbox PC Marketplace encerraria as operações, o que resultaria na descontinuação da marca Games for Windows. Apesar deste anúncio, a empresa afirmou que o conteúdo adquirido anteriormente ainda pode ser acessado por meio do Games for Windows — Live.

## Website
O website do Games for Windows apresenta links para produtos Microsoft, bem como informações de jogos da plataforma, informações sobre hardware, lançamentos, informações das distribuidoras, best-sellers, informações gerais sobre o Windows, o DirectX, o XNA, a Games for Windows — Live e outros softwares relacionados.
O website contém o ‘’Windows Game Advisor’’, que tem mais alguns links para jogos específicos, um ranking de jogos e um serviço de buscas.

## Embalagem do jogo
A embalagem de algum jogo da campanha respeita um padrão semelhante aos de videogames, que acompanham uma tarja superior na frente da embalagem, com o logotipo da campanha, o nome da mesma e o tipo de mídia (geralmente PC-DVD).
Com esta reformulação na campanha, a Microsoft disse que as lojas que deram mais atenção ao Games for Windows teve um aumento em vendas de games para PC.

## Normas da Platafroma
Para um jogo pertencer à plataforma Games for Windows, deve respeitar as seguintes normas impostas pela campanha:
- Ter o "Easy Install" (Instalação Fácil), que permite instalar o jogo com o menor número de passos e cliques do mouse.
- Compatibilidade com o Windows Vista Game Explorer (Explorador de Jogos, no Brasil).
- Tenha compatibilidade com Windows Vista x64 (para processadores de 64-bits), mas que tenha reprodução natural em 32-bits.
- Ser iniciado pelo Windows Media Center, nas versões do Windows Vista Home Premium e Windows Vista Ultimate.
- Suporte total ao controle do Xbox 360 para o Windows.

Embora, por enquanto, não seja uma das normas padrão, alguns jogos do Games for Windows podem ser jogados durante a instalação, o recurso se chama Tray and Play, e por enquanto é disponível apenas em Halo 2 for Windows Vista.

## Games for Windows — Live
Assim como o Xbox, o Games for Windows tem rede padrão para se jogar on-line, a Games for Windows — Live, semelhante à Xbox Live. A rede só entrou em execução com o lançamento de Halo 2 for Windows Vista, foi neste momento que a campanha começou a ganhar mais força.
Alguns recursos da Live:
- Jogar on-line
- Bate-Papo por voz
- Mensagens
- Lista de Amigos

Estes recursos podem ser acessados pelo chamado Guide, na Live. Pode-se jogar com uma conta Xbox Live, alguns recursos, como multiplayer multi-plataforma e outros podem ser acessados apenas com contas Gold.

## Explorador de Jogos
Chamado de Explorador de Jogos no Windows Vista brasileiro, ou Game Explorer no americano, o Windows Vista Game Explorer é a central de jogos do sistema operacional Windows Vista, incluído em todas as versões do sistema.
Esta pasta especial mostra os jogos instalados no PC, além da classificação do sistema, a necessária para rodar o jogo e a recomendada, opções de compra de jogos, comunidade e suporte, além da exibição da boxart do game, caso esteja disponível. Além disso, a pasta é controlada pelo Controle dos Pais do Windows Vista, e mostra a censura do jogo pelos principais meios de classificação (ESRB, PEGI, etc.), esta pasta foi uma das bem-vindas surpresas do sistema.

## Objetivo final
O principal objetivo do Games for Windows é se tornar a plataforma padrão para jogos de Windows PC, tornando a jogatina em PCs tão agradável e intuitiva quanto em consoles, assim, podendo organizar e definir um padrão para os jogos de PC.